# ریکاردو بورجیو
ریکاردو بورجیو (انگلیسی: Riccardo Burgio؛ زادهٔ ۵ مهٔ ۲۰۰۱) بازیکن فوتبال اهل ایتالیا است.